# 伊萨克·拉佩雷尔
伊萨克·拉佩雷尔（法語：Isaac La Peyrère，發音：[izak la peʁɛʁ]；或称为伊萨克·德拉佩雷尔 (Isaac de La Peyrère)；1596年—1676年）是一位17世纪的法国神学家，被认为是科学种族主义的先驱。